# Giovanni Molin
Giovanni Molin (Venezia, 25 aprile 1705 – Brescia, 14 marzo 1773) è stato un cardinale e vescovo cattolico italiano.

## Biografia

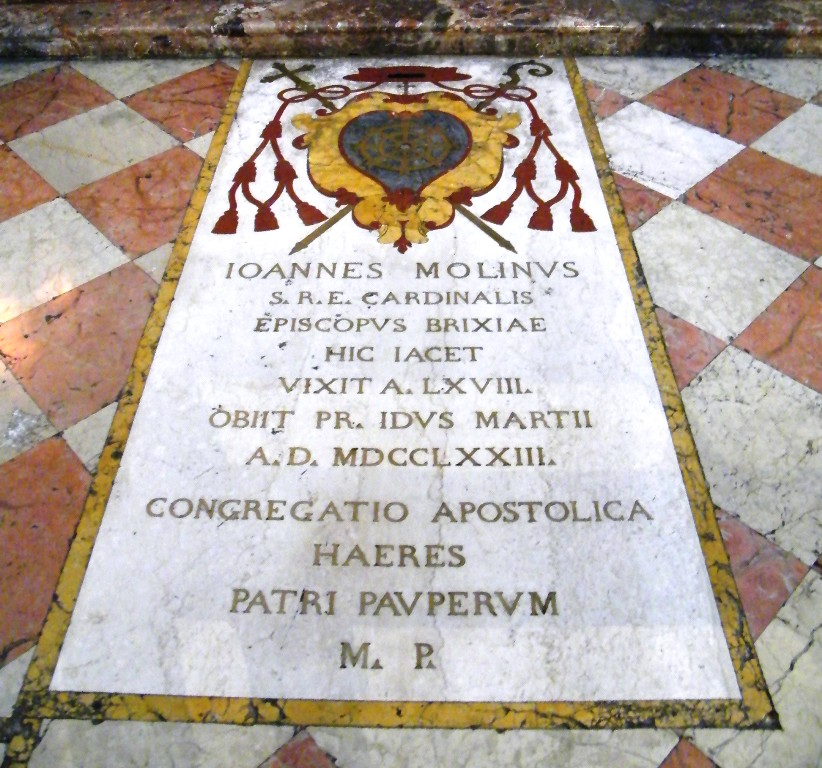
Tomba del cardinale Molin nel Duomo Nuovo a Brescia

Nacque a Venezia dai Molin "del Molin d'Oro", una famiglia del patriziato veneto, apparteneva, più precisamente, ai Molin del Traghetto della Maddalena. Studiò all'università di Padova dove si addottorò in ambe leggi, ricevendo in seguito gli ordini minori (23 dicembre 1725), il suddiaconato (15 giugno 1726) ed il diaconato (7 giugno 1727). Venne ordinato sacerdote il 22 maggio 1728.
Il 17 febbraio 1755 fu eletto vescovo di Brescia e fu consacrato vescovo il 1º aprile dello stesso anno a Roma.
Fu creato cardinale da papa Clemente XIII nel concistoro del 23 novembre 1761. Nel 1763 sceglie quale proprio teologo il frate Servo di Maria Roberto Costaguti.
Ricevette il titolo di San Sisto il 26 giugno 1769.
Fu sepolto nel Duomo nuovo di Brescia.

## Genealogia episcopale
La genealogia episcopale è:
- Cardinale Sigismund von Kollonitz
- Cardinale Mihály Frigyes von Althann
- Cardinale Juan Álvaro Cienfuegos Villazón, S.I.
- Cardinale Joaquín Fernández de Portocarrero
- Cardinale Giovanni Molin